# Музей історії Богуславщини
Музей історії Богусла́вщини — історико-краєзнавчий музей у м. Богуслав Київської області.

## Історія та сьогодення музею
Будинок, у якому нині розташована експозиція музею історії Богуславщини, збудований 1909 року. До 1917 року у цьому приміщенні містилася богуславська двокласна Міністерська школа.
Музей відкритий у липні 1968 року за ініціативи Я. Ушакова, який пізніше став його першим директором. У 1975 році музей отримав статус народного. У 1982—1987 роках директором музею був Заслужений працівник культури УРСР Борис Левченко, автор фактично всієї його експозиції. Від 1988 року — відділ Переяслав-Хмельницького державного історико-культурного заповідника. Від 1997 року — самостійний державний музей, філіями якого є:
- меморіальний музей-садиба Марка Вовчка;
- меморіальний музей-садиба Івана Сошенка;
- музей декоративно-ужиткового мистецтва.

Експозиція розташована у трьох залах та складається з дев'яти розділів:
- історія первісної доби (представлено кам'яну, мідну, бронзову, Ранню залізну доби, а також трипільську, ямну, середньодніпровську, тшинецько-комарівську, білогрудівську, чорноліську, зарубинецьку, сарматську, черняхівську культури);
- Богуславщина у XIII—XVIII століттях;
- соціально-економічний розвиток та політичний рух на Богуславщині у XVIII — на початку XX століття;
- освіта, культура, медицина XVII—XIX століття;
- події 1917—1920 років;
- соціально-економічний розвиток на Богуславщині у 1928—1941 роках;
- Друга світова війна;
- Богуславщина у 1944—1990 роках;
- Богуславщина сьогодні.

Біля музею знаходяться пам'ятні знаки київському маляру Галику Алімпію та богуславському полковнику, одному з керівників повстання Семена Палія — Самійлові Самусю, встановлені 2008 року.

## Галерея

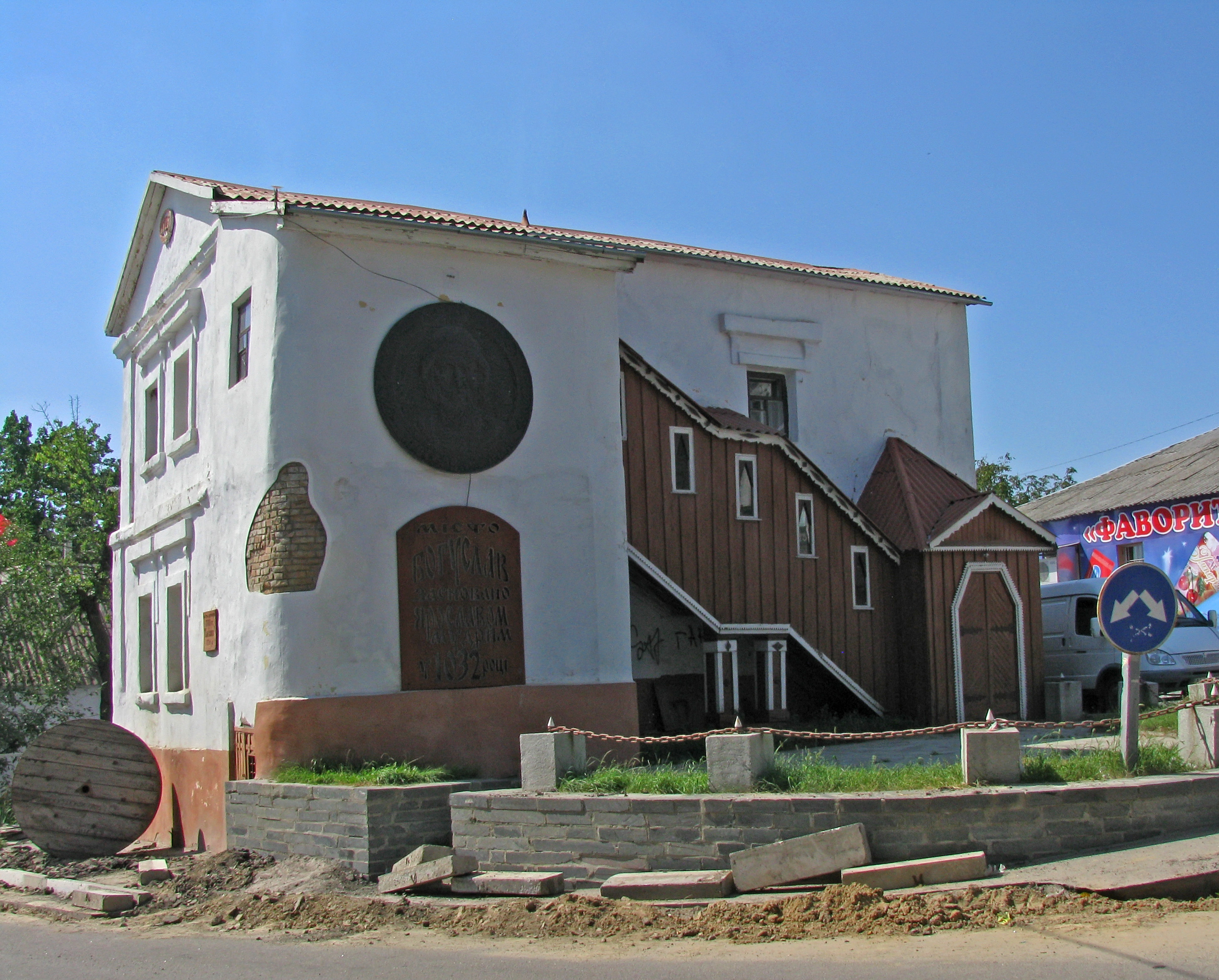
Хедер (1726, нині — музей декоративно-ужиткового мистецтва)
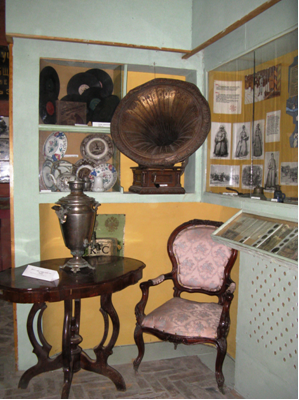
Експозиція музею: Богуслав на рубежі XIX—XX століть
Експозиція музею: національно-визвольний рух на Богуславщині
Експозиція музею: освіта, культура, медицина XVII—XIX століттях
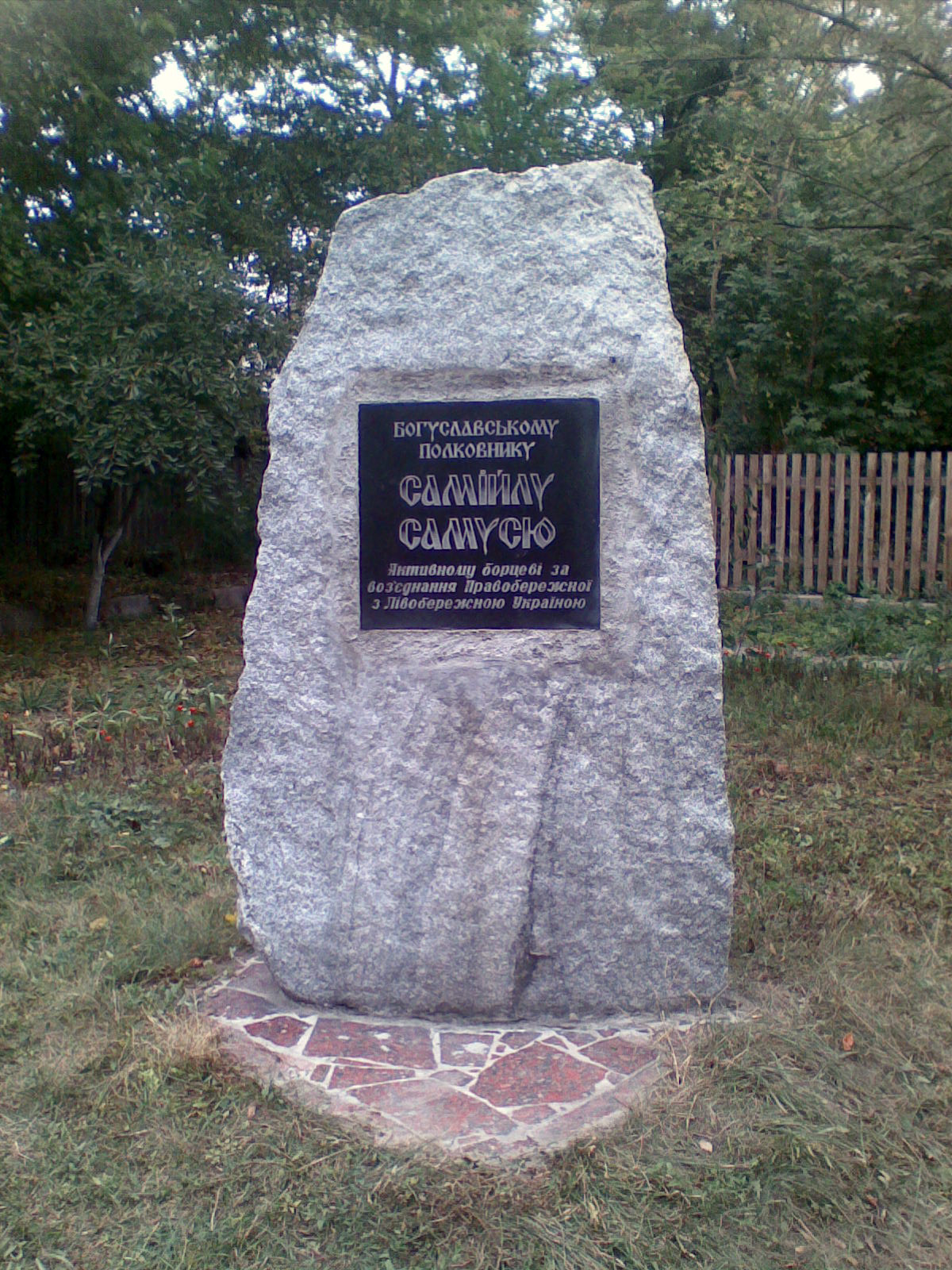
Пам'ятний знак Самійлові Самусю біля музею історії Богуславщини